# ورنن هیل (ویرجینیا)
ورنن هیل، ویرجینیا (به انگلیسی: Vernon Hill, Virginia) یک منطقهٔ مسکونی در ایالات متحده آمریکا است که در Halifax County واقع شده‌است.

## خصوصیات
ورنن هیل ۱۸۸٫۹۸ متر بالاتر از سطح دریا واقع شده‌است.